# Della Purves
Rodella Anne Purves (Paisley, 6 de julio de 1945 – Edimburgo, 17 de enero de 2008) fue una artista botánica británica.
Purves nació en 1945 in Paisley, Escocia. Dos años después, su familia se trasladó a Edimburgo, donde estudió en St. Margaret's School. Se licenció en agricultura en el Scotland's Rural College. Se formó en Cambridge como probadora de semillas.
Pasó un año en Nueva Zelanda, trabajando para el Departamento de Industria del gobierno, antes de regresar a Edimburgo para trabajar en el Real Jardín Botánico.
Purves dejó el Jardín botánico en 1976 para concentrarse en su carrera como artista botánica. Su obra se exhibió en todo el mundo, en Estados Unidos, Irlanda, Japón y Alemania, y el Botánico Real de la Reina la describió como una de las artistas más importantes de Gran Bretaña. Fue galardonada con el Premio Jill Smythies en 1998.